# Mailand–Sanremo 1952
Mailand–Sanremo 1952 war die 43. Austragung von Mailand–Sanremo, einem Eintagesrennen im Berufsradsport. Es wurde am 19. März 1952 über eine Distanz von 282 km ausgetragen. Sieger wurde Loretto Petrucci aus Italien.

## Rennverlauf
196 Fahrer standen bei warmen Temperaturen am Start des traditionsreichen Rennens. Alle Spitzenfahrer des Berufsradsportes hatten für das Rennen gemeldet. Frühzeitig bildeten sich einige Fluchtgruppen, die bis zu drei Minuten Vorsprung herausfahren konnten. Am Capo Mele hatte sich dann eine Gruppe mit 14 Fahrern gebildet, zu der im Verlauf des Rennens weitere hinzukamen. 26 Fahrer kamen mit derselben Zeit ins Ziel auf die Via Roma, auf der Petrucci dank einer guten Unterstützung seiner Mannschaft den Sprint mit zwei Radlängen gewann. Keiner der großen Favoriten war in der Spitzengruppe dabei.

## Ergebnis
| Rang | Fahrer            | Team            | Zeit      |
| ---- | ----------------- | --------------- | --------- |
| 1    | Loretto Petrucci  | Bianchi-Pirelli | 7:22:07 h |
| 2    | Giuseppe Minardi  | Legnano         | 7:22:07 h |
| 3    | Serge Blusson     | Stella-Huret    | 7:22:07 h |
| 4    | Raphaël Géminiani | Bianchi-Pirelli | 7:22:07 h |
| 5    | Rodolfo Falzoni   | Guerra-Ursus    | 7:22:07 h |
| 6    | Vittorio Seghezzi | Welter-Ursus    | 7:22:07 h |